# Società europea
La società europea (abbreviata SE), nota anche come Societas Europæa, è una forma di società che può essere costituita sul territorio dell'Unione europea, e che funziona sulla base di un regime di costituzione e di gestione unico, anziché sottoposto a normative statali differenti. 
Le società europee sono regolate dal regolamento europeo numero 2157 dell'8 ottobre 2001.

## Caratteristiche
La sede legale della società europea deve essere situata all'interno dell'Unione europea, nello stesso Stato membro dell'amministrazione centrale. Uno Stato membro può inoltre imporre alle società europee registrate nel suo territorio l'obbligo di far coincidere l'ubicazione dell'amministrazione centrale con quella della sede sociale.
La società europea funziona attraverso i propri organi. I soci possono scegliere tra due modelli di organizzazione, uno più semplice e uno più complesso: il primo, con due soli organi: assemblea dei soci e organo di amministrazione (modello monistico); il secondo, con tre organi: assemblea dei soci, organo di direzione, organo di controllo (modello dualistico).
Lo statuto della società europea è stato adottato con regolamento, direttamente applicabile come tale negli Stati membri dell'UE sin dal momento della sua entrata in vigore. È stata inoltre recepita la direttiva che ha completato lo statuto della società europea per quanto riguarda il coinvolgimento dei lavoratori (dir. 86/2001/CE, recepita dal D.Lgs. n. 188/2005).

## Fonti della società europea
Le fonti della società europea sono le:
- disposizioni di legge adottate dagli stati membri;
- disposizioni di legge adottate dagli stati membri per le società per azioni;
- disposizioni dello statuto della società europea;
- disposizioni statutarie riconducibili direttamente al regolamento;
- norme dettate dai singoli stati;
- accordi di autonomia privata previsti per la società europea.

## Costituzione della società europea
Il capitale è diviso in azioni e il capitale sociale non può essere inferiore a 120.000 euro, può essere superiore nel caso in cui la società svolga determinate attività previste.
La società europea acquista personalità giuridica con l'iscrizione nei registri delle imprese dello Stato in cui è stata costituita con la pubblicità nella Gazzetta Ufficiale dell'Unione europea in virtù di pubblicità informativa.
Per gli atti eseguiti in nome della società europea prima della sua iscrizione sono responsabili solidalmente e illimitatamente coloro che li hanno compiuti, salvo convenzione contraria.
La sede sociale deve essere costituita in uno dei paesi membri della Unione Europea.
Ci sono quattro modi di costituzioni della società:
- Fusione propria o per incorporazione: se almeno due di esse, società per azioni, sono soggette alla legge di stati membri differenti, l'organo di direzione e di controllo redigono un progetto di fusione delle società di capitali, nel bollettino azionario devono essere pubblicate il tipo, la denominazione sociale. L'assemblea di ciascuna società provvede all'approvazione del progetto di fusione con la maggioranza dei 2/3 del Capitale Sociale rappresentato. Il controllo di legittimità sulla fusione è effettuato per ciascuna società. Entro 6 mesi dal rilascio dovrà essere inviato l'attestato di regolarità proveniente da diversi paesi. La fusione e la costituzione hanno effetto dalla data in cui la società europea è iscritta nel registro dello Stato membro. Con l'iscrizione non può più essere pronunciata la nullità.
- Costituzione di una SE holding o SE affiliata: se almeno due di esse, società per azioni o S.R.L., sono soggette alla legge di stati membri differenti, le società di diritto commerciale possono costituire, sottoscrivendo le azioni, una SE affiliata a condizione che almeno 2 di esse siano soggette alle leggi di stati membri differenti ovvero che abbiano da almeno due anni un'affiliata soggetta alla legge di un altro Stato membro o abbiano una succursale sempre situata in un altro Stato.
- Trasformazione: se la trasformanda è una S.p.A. costituita conformemente alla legge di uno Stato membro e avente sede sociale e l'amministrazione centrale nell'Unione. La trasformazione da società europea a Spa può avvenire trascorsi almeno due anni dall'iscrizione nel registro delle imprese. È necessario redigere il progetto di trasformazione con relativa delibera del nuovo statuto accettato da almeno i due terzi dei voti dell'assemblea sociale.
- Costituzione di una società europea holding: il procedimento di costituzione di una società europea holding si divide in fasi. La prima consiste nel redigere un progetto di costituzione; successivamente vengono pubblicizzati la denominazione sociale, la sede, il rapporto di cambio delle azioni o delle quote, gli ulteriori diritti speciali. I conferimenti delle società che costituiranno la holding devono consistere in almeno il 50% + 1 delle azioni ricordando sempre che il capitale sociale minimo richiesto è di 120.000 euro.

## Governance
La SE può scegliere se adottare il sistema di governance monistico o dualistico.
- sistema monistico: c'è solo l'organo di amministrazione che gestisce la SE. I membri sono nominati dall'assemblea generale e lo Statuto stabilisce il numero minimo e massimo degli amministratori.

L'organo si riunisce ogni tre mesi per deliberare: l'andamento degli affari e l'evoluzione degli affari.
Ogni membro ha diritto di conoscere ogni informazione comunicata all'organo collegiale.
Ogni Stato regolamenta la revoca, il conflitto di interessi, il potere rappresentativo.
L'organo di gestione ha la diretta emanazione dell'assemblea dei soci, che lo può revocare.
- sistema dualistico: ci sono tre organi, l'assemblea generale che ha il potere di nominare il Consiglio di Sorveglianza, che designa o revoca l'organo di amministrazione.

Organo di vigilanza: controlla l'attività dell'organo direttivo, escluso ogni potere di gestione diretta della società, i membri sono nominati dall'assemblea, nomina l'organo di gestione e controlla la gestione dell'organo amministrativo.
Organo di gestione: amministra la società europea sotto la propria responsabilità.